# Jackson Hinkle
Jackson Hinkle (San Clemente,15 de setembro de 1999) é um influenciador e comentarista político estadunidense. Hinkle ficou conhecido por espalhar notícias falsas e teorias da conspiração sobre a invasão russa na Ucrânia e a guerra entre Israel e o Hamas.
Hinkle se descreve como um "Marxista-Leninista Conservador Americano", promovendo a ideologia do "Comunismo MAGA". Os adeptos do comunismo MAGA apelam aos membros da classe trabalhadora americana para se aliarem aos membros do movimento MAGA e apoiarem as forças russas de Vladimir Putin na Guerra Russo-Ucraniana e o Hamas na Guerra Israel-Hamas.
Hinkle é descrito por analistas como um ativista de extrema-direita  e politicamente conservador.